# Wohin die Liebe führt
Wohin die Liebe führt (Originaltitel: Where Love Has Gone) ist ein US-amerikanisches Filmdrama von Edward Dmytryk aus dem Jahr 1964. Der Stoff basiert auf dem gleichnamigen Roman von Harold Robbins. Der Titelsong Where Love Has Gone von Jimmy Van Heusen und Sammy Cahn war sowohl für den Oscar als auch für den Golden Globe nominiert.

## Handlung
Luke Miller ist durch den Zweiten Weltkrieg ein angesehener Held geworden und lernt die schöne Valerie Hayden kennen. Deren verwitwete Mutter, Mrs. Gerald Hayden, unterbreitet ihm das Angebot, ihre Tochter zu heiraten und zusätzlich eine leitende Anstellung in ihrer Firma zu erhalten. Luke möchte seine Ziele jedoch unabhängig von Mrs. Hayden erreichen und schlägt das Angebot aus. Zwischen Luke und Valerie entwickelt sich jedoch trotzdem eine Liebesbeziehung und die beiden heiraten. Anschließend kehrt Luke in den Krieg zurück.
Wieder zu Hause möchte Luke als Architekt arbeiten, doch für seine Projekte will ihm keine Bank einen Kredit gewähren. Dafür hat die einflussreiche Mrs. Hayden gesorgt. Nachdem Valerie von Luke schwanger wird, willigt er doch noch ein, Vizepräsident in Mrs. Haydens Firma zu werden. Valerie erntet in der Folgezeit viel Anerkennung durch ihre Arbeit als Bildhauerin während Luke, unglücklich über seine Situation, langsam dem Alkohol verfällt. Valerie ist von dem Verhalten ihres Mannes zunehmend angewidert und beginnt mehrere Affären. Als sie von Luke in flagranti erwischt wird, reicht dieser die Scheidung ein. Valerie bekommt das Sorgerecht für die gemeinsame Tochter Danny.
Jahre vergehen und Danny wächst bei ihrer Mutter auf. Eines Tages tötet sie Valeries Liebhaber, weil dieser ihre Mutter angegriffen hat. Das gerichtliche Urteil lautet auf Totschlag und Mrs. Hayden beantragt das Sorgerecht für Danny. Valerie möchte allerdings nicht, dass ihre Tochter bei ihrer verhassten Mutter aufwächst und enthüllt, dass Danny eigentlich sie umbringen wollte und ihr Liebhaber beim Versuch, sie zu verteidigen, getötet wurde. Anschließend fährt Valerie nach Hause und begeht Suizid. Luke schwört sich selbst, seiner Tochter dabei zu helfen ein neues Leben zu beginnen und sie vor dem Einfluss ihrer Großmutter zu bewahren.

## Hintergrund

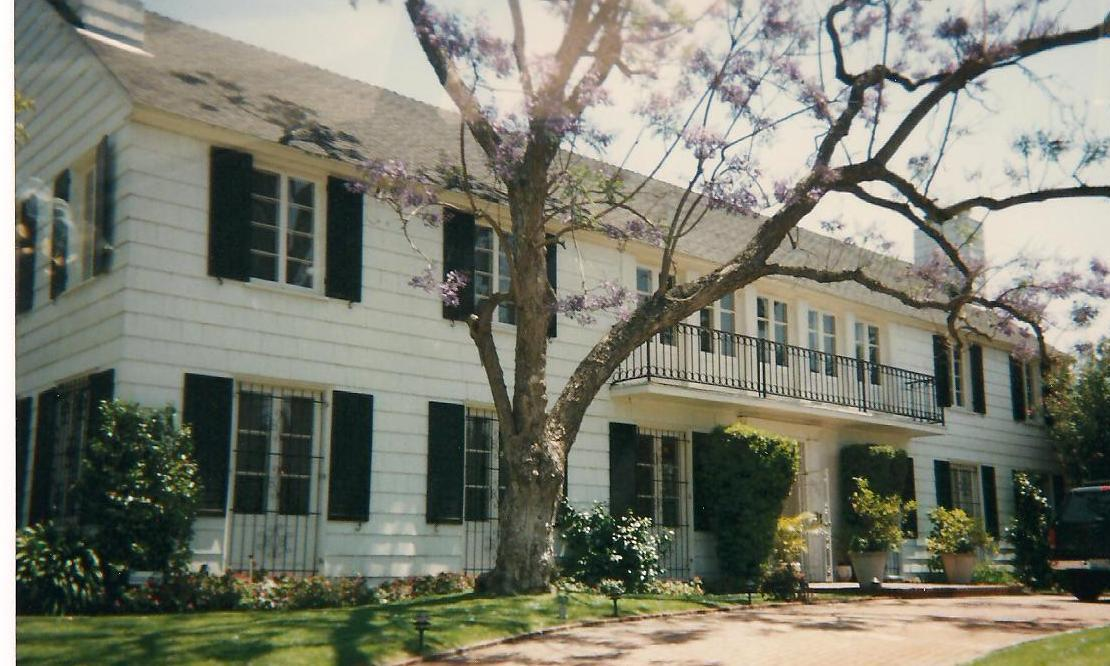
Damaliger Wohnsitz von Lana Turner

Wohin die Liebe führt basiert auf einer wahren Begebenheit. Am 4. April 1958 erstach Cheryl Crane, Tochter der Hollywood-Schauspielerin Lana Turner im Alter von 14 Jahren Johnny Stompanato, den Liebhaber ihrer Mutter, in deren Anwesen. Während der Beziehung von Stompanato und Turner soll es mehrfach zu Gewaltausbrüchen, in einem Streit kurz vor der Tat hat Stompanato damit gedroht, Turner und ihre Tochter umzubringen. Der anschließende Prozess erhielt große mediale Aufmerksamkeit. 1988 schrieb Crane ihre Sicht auf die Vorkommnisse in ihrer Autobiografie Detour: a Hollywood Tragedy – My Life With Lana Turner, My Mother nieder.

## Kritiken
„Mißglückter Gesellschaftsfilm in Anlehnung an den Totschlag, den die 15jährige Tochter des Hollywood-Stars Lana Turner an dem Liebhaber ihrer Mutter begangen hat. Die konventionelle Regie arbeitet mit groben Effekten und kommt über eine Familientragödie im Boulevardzeitungsstil nicht hinaus.“

„Amerikanische Romanverfilmung, die leider viel zu sehr an der Oberfläche bleibt und auf Kritik an den dargestellten Verhältnissen weitgehend verzichtet.“